# Ingeborg da Dinamarca, Rainha da Noruega
Ingeborg Eriksdatter (ca. 1244 - 26 de março de 1287) foi uma princesa da Dinamarca e rainha da Noruega, consorte de Magno VI. Era filha do rei Érico IV da Dinamarca e de Judite da Saxônia.

## Biografia
Em 1250 seu pai foi assassinado por seus adversários políticos. Desde 1260 o rei Haakon IV de Noruega considerou à jovem Ingeborg como possível esposa de seu filho Magno. O pretendente apresentou-se primeiro ante o duque Alberto da Saxônia, avô da princesa, e ao ano seguinte ante os tutores dinamarqueses.
Ingeborg foi levada da Dinamarca a Noruega por uma comitiva de nobres noruegueses em 1261, sem contar com o consentimento do rei Abel da Dinamarca, quem possivelmente tinha em mente casar à jovem com um dos filhos de Birger Jarl, o regente de Suécia.
O casamento foi celebrado em Bergen, então a cidade mais importante da Noruega, em 14 de setembro de 1261.
Pouco sabe-se da vida de Ingeborg, entre outras coisas, que teve uma boa relação com o escritor islandés Sturla Þórðarson, quem destacaria na corte por sua saga Huldar, e posteriormente escreveria uma sobre a vida do rei Magno VI. Por causa da herança dinamarquesa da rainha, Noruega e Dinamarca se enredaram numa série de desavenças.
Enviuvou em 1280, e nos sete anos que sobreviveu a seu marido, teve um lugar no governo, também em parte pela curta idade do novo rei, seu filho Érico II. Nesse tempo prestou um importante apoio ao barão Alv Erlingsson, que manteve intensas atividades de pirataria contra navios da Dinamarca e da Liga Hanseática.

## Família
Teve quatro filhos varões em seu casamento com Magno VI da Noruega:
- Olavo (1262-1267).
- Magno (falecido em 1264)
- Érico II da Noruega (1268-1299), rei de Noruega.
- Haakon V da Noruega (1270-1319), rei de Noruega.